# Secans de la Noguera
Secans de la Noguera és un espai natural protegit de la zona sud-oest de la comarca de la Noguera, que pertany als següents municipis: Algerri, Ivars de Noguera, Os de Balaguer, Balaguer, Castelló de Farfanya i Camarasa. El 2003 va ser declarat Zona d'especial protecció per a les aus (ZEPA).
Es caracteritza per ser un espai discontinu predominat per camps de conreu de cultius de cereal al sector sud i conreus entre turons amb brolles, boscos i matollars al nord.

## Vegetació

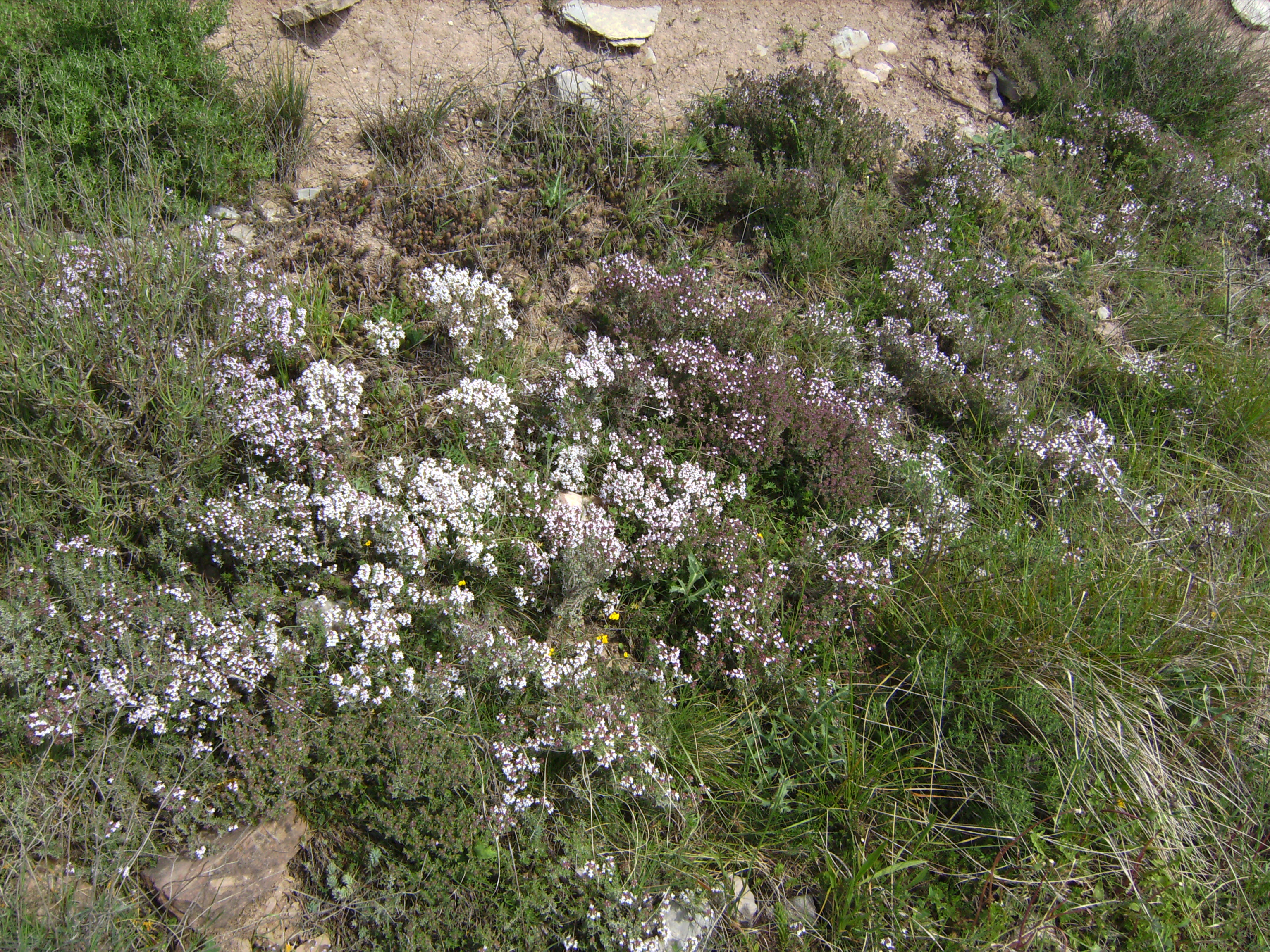
Timoneda

A l'espai natural protegit dels Secans de la Noguera, l'ús del sòl dominant és el conreu agrícola herbaci de secà, que ocupa més de la meitat de la seva superfície (58,4%). Tot i això, cal destacar que es tracta de l'espai protegit amb major proporció de vegetació natural (37,5%) degut principalment a la topografia de la zona, caracteritzada per l'existència de diverses serres i barrancs que dificulten la utilització agrícola del sòl.
Al NE del sector nord, hi ha petites extensions de conreus llenyosos de secà, concentrades principalment al vessant sud de la Roca Roja. Les diferències són molt significatives entre sectors. El conjunt de la vegetació natural està dominat per les brolles i timonedes amb ruac (ocupen el 14,5% de la superfície total), que s'estenen tot resseguint la serra Llarga, al sud de l'ENP, i entorn del barranc del Macip. Cal destacar que aquesta comunitat vegetal és considerada Hàbitat d'interès comunitari prioritari (vegetació gipsícola ibèrica). També són abundants les brolles de romaní amb foixarda que, juntament amb els carrascars, ocupen el relleu accidentat de la serra de l'Àliga i la serra de Boïgues, al centre de l'espai natural i la serra de la Mora, a l'extrem nord-est. Com en la majoria dels Espais Naturals Protegits de la Plana de Lleida, els Secans de la Noguera presenten una certa superfície recoberta per prats mediterranis rics en anuals.

## Fauna
Les espècies prioritàries d'ocells d'aquesta zona protegida són la xurra, el xoriguer petit, la terrerola vulgar, el gaig blau, l'esparver cendrós i la calàndria. També hi ha presència del sisó i l'arpella pàl·lida. Cal destacar que, durant el 2009,  a la zona d'influència dels Secans de la Noguera es van concentrar, 56 de les 67 parelles de xoriguer petit censades a la Plana de Lleida.

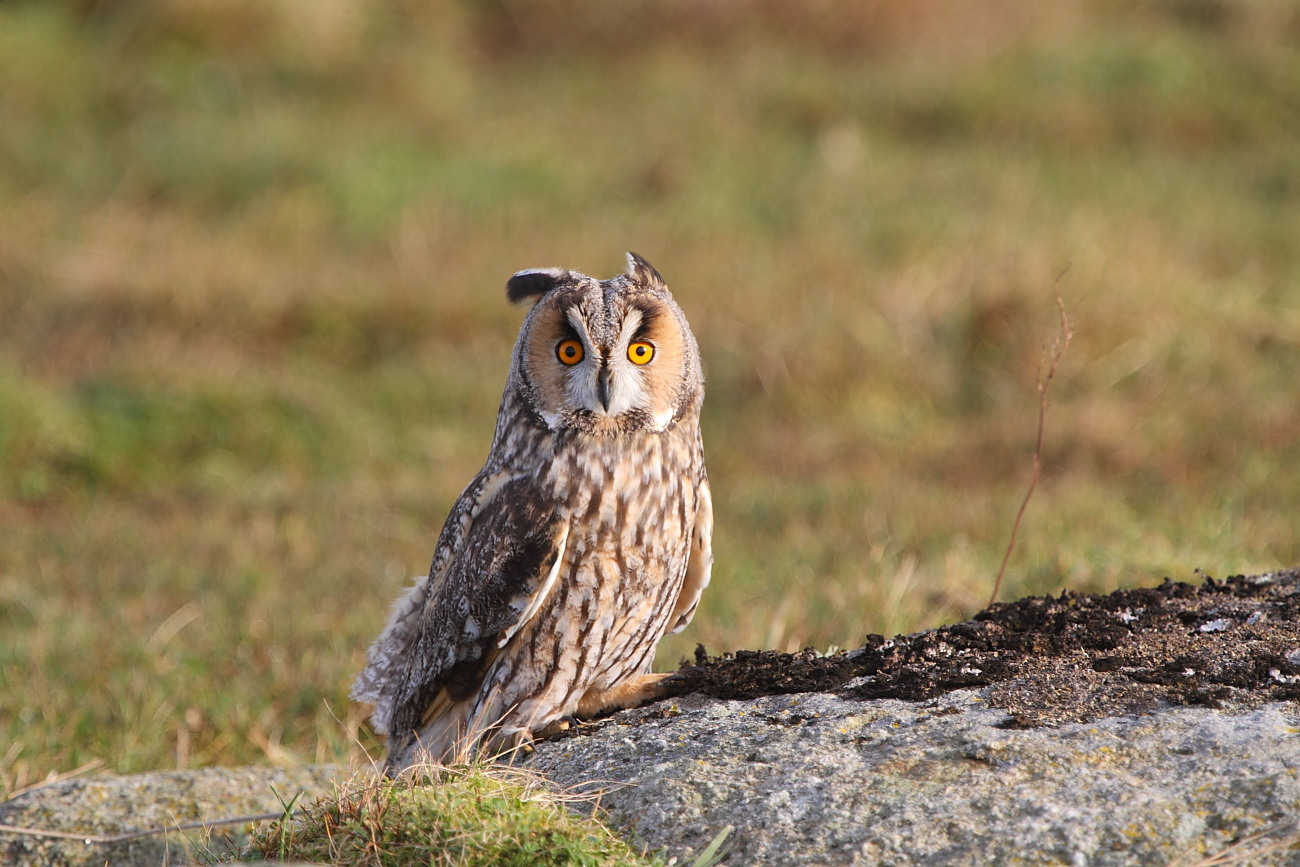
Mussol banyut

La Serra Llarga és visitada per espècies provinents de més al nord, com és el cas dels voltors (Gyps fulvus) nidificants a la zona del Montsec. A l'hivern apareixen amb certa freqüència l'arpella pàl·lida (Circus cyaneus), l'esmerla (Falco columbarius), abundants aligots (Buteo buteo) i el milà negre (Milvus migrans), i a l'estiu el falcó mostatxut (Falco subbuteo). El xoriguer (Falco tinnunculus) és molt freqüent a la zona, on també s'observa el falcó pelegrí (Falco peregrinus). Es tracta d'una zona on es poden veure en vol joves en dispersió d'àguila daurada (Aquila chrysaetos) i cuabarrada (Hieraetus fasciatus), així com adults d'aquesta espècie i de marcenca (Circaetus gallicus). També és possible observar l'aufrany (Neophron pernocpterus). En aquesta serra també són molt abundants les poblacions de còrvids (fins a 6 espècies), sílvids (incloent la tallareta cuallarga Sylvia undata), túrdids hivernants (incloent el rar tord ala-roig Turdus iliacus). També destaca la presència del mussol banyut (Asio otus). Les poblacions de fringíl·lids són força interessants i destaquen els estols hivernals presents.